# Zomba
Zomba patří mezi největší města africké republiky Malawi. V letech 1964-1975 plnila funkci hlavního města země. Směrem na severozápad leží současné hlavní město Lilongwe, jižně od Zomby je další velké město, Blantyre.
Vedle města se tyčí hora Zomba, podle níž bylo sídlo pojmenováno.

## Historie
Město začalo vznikat u cesty, po které byli hnáni otroci k Indickému oceánu, mezi lety 1880-1885. Po krátké době se Zomba stala centrem britské kolonie (protektorátu) Ňasko. Od roku 1900 byla městem, v letech 1932-1934 jí městská práva byla odebrána. Po vyhlášení nezávislosti Malawi (6. července 1964) se stala hlavním městem nového státu. Od roku 1975 je hlavním městem Lilongwe, ležící zhruba 210 km severozápadně od Zomby.

## Dnešní Zomba
Město je dobře plánováno. V zástavbě převažují menší budovy. Zachovaly se stavby, kde sídlil parlament a ministerstva. Ve městě je též řada parků s tropickými dřevinami. Dále se zde nachází tržnice, krásné golfové hřiště a lázně.
V Zombě sídlí Malawiská univerzita (University of Malawi), která zde byla založena v roce 1964.
Průmyslový význam má zpracování mléka, tabáku a dřeva, rovněž jsou zde textilní závody.

## Podnebí
V lednu spadne průměrně 200 mm srážek a průměrná denní teplota dosahuje 22 °C, v červenci, kdy vůbec neprší, se teplota pohybuje okolo 15 °C.

## Obyvatelstvo
V roce 1962 mělo město 22 000 obyvatel, od té doby jejich počet roste. Roku 1985 zde žilo 53 000 lidí, sčítání z roku 2008 uvádí 101 140 osob.